# Opius tuberculatus
Opius tuberculatus är en stekelart som beskrevs av Fischer 1959. Opius tuberculatus ingår i släktet Opius och familjen bracksteklar. Inga underarter finns listade i Catalogue of Life.